# Karol Borsuk

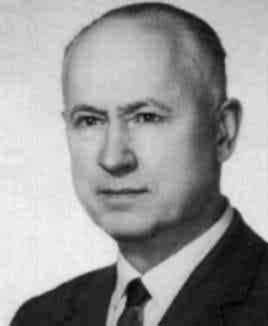
Karol Borsuk

Karol Borsuk (* 8. Mai 1905 in Warschau; † 24. Januar 1982 ebenda) war ein polnischer Mathematiker.

## Leben
Er studierte an der Universität Warschau (Abschluss 1927) und promovierte dort 1930 bei Stefan Mazurkiewicz (Sur les rétractes). In Lwow lernte er Stanisław Ulam kennen und arbeitete mit ihm zusammen. Nachdem Deutschland im Zweiten Weltkrieg Polen besetzte, wurden polnische Intellektuelle verfolgt, und Borsuk musste sich verstecken. Nach dem Krieg spielte Borsuk eine wichtige Rolle beim Wiederaufbau des polnischen Bildungssystems und war ab 1946 Professor für Mathematik in Warschau.
Sein Hauptinteresse galt der Topologie, etwa der Homotopietheorie. Er führte in seiner Dissertation Retrakte ein, und auch Kohomotopie-Gruppen und die Shape Theory (ab 1968) gehen auf ihn zurück. Nach ihm und Ulam ist der von Borsuk 1933 bewiesene Satz von Borsuk-Ulam benannt, ferner ist sein Name mit der berühmten, 1993 widerlegten Borsuk-Vermutung verbunden, die Borsuk im selben Artikel als offene Frage formuliert hatte. Borsuk ist Entdecker des nach seiner Wirkungsstätte benannten Warschauer Kreises.
1954 hielt er einen Plenarvortrag auf dem Internationalen Mathematikerkongress in Amsterdam (Über die Elimination paradoxer Phänomene in der Topologie, gehalten auf Französisch).
Ab 1956 war er Mitglied der Polnischen Akademie der Wissenschaften. 1982 wurde er in die Päpstliche Akademie der Wissenschaften gewählt.